# Johann de Jonge
Johann de Jonge (geboren 9. April 1873 in Emden; gestorben 1943 in Hannover) war ein deutscher Architekt und kommunaler Baubeamter, der in Hannover lebte und arbeitete.

## Leben

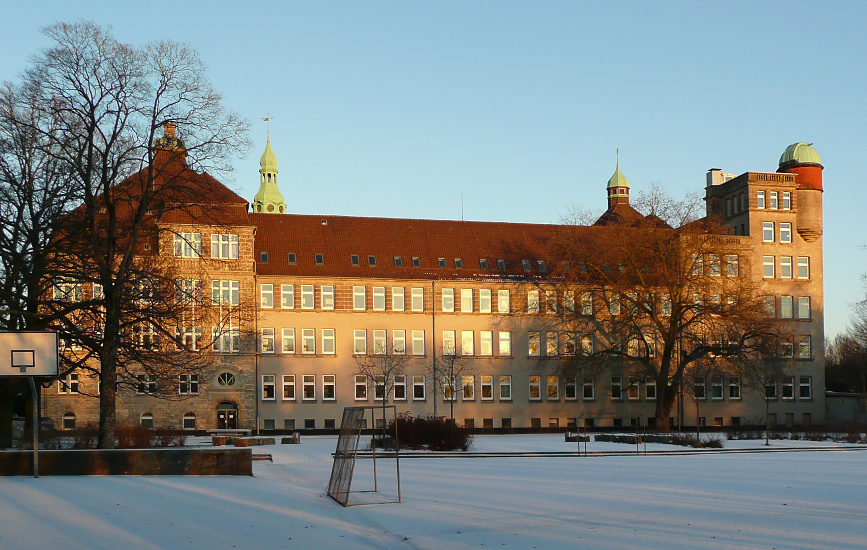
Bismarckschule

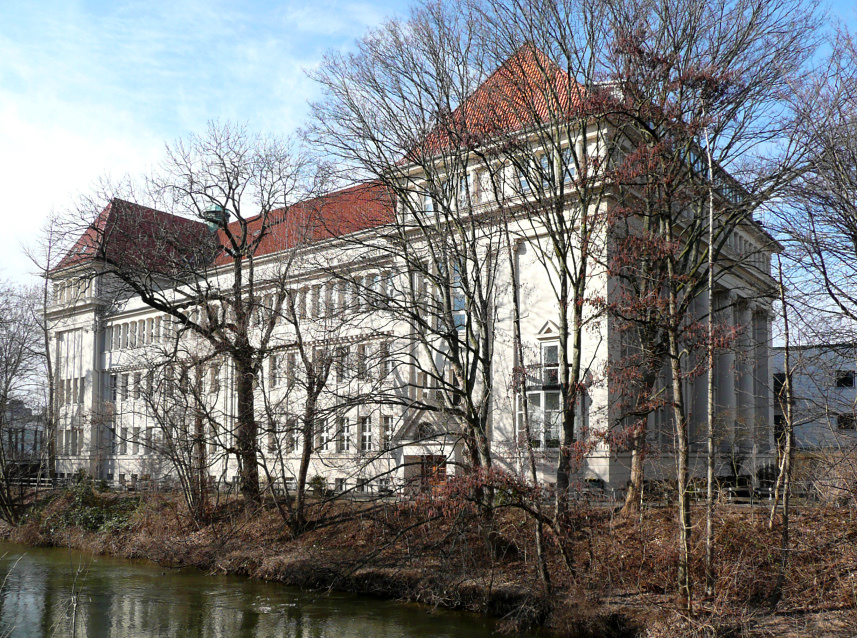
Oberrealschule am Clever Tor

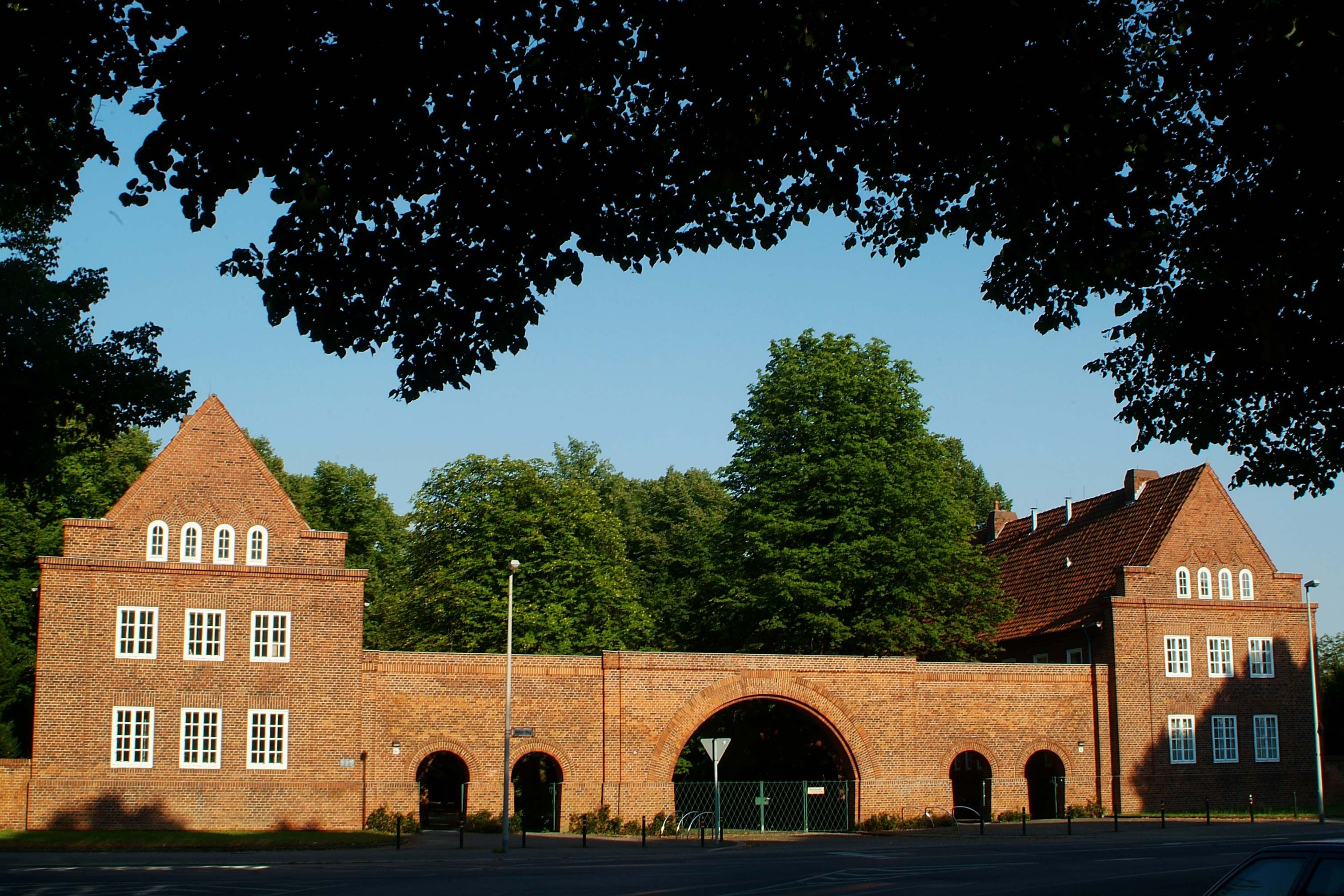
Eingangsbauten des Stadtfriedhofs Seelhorst

Johann de Jonge wurde als Sohn eines Emdener Malermeisters geboren und war Mitglied einer reformierten Gemeinde. Er besuchte das Königliche Wilhelms-Gymnasium zu Emden, an der er Ostern 1891 nach der mündlichen Prüfung unter dem Vorsitz des Schulrats Theodor Breiter sein Reifezeugnis erhielt.
De Jonge studierte Architektur an der Technischen Hochschule (Berlin-)Charlottenburg und an der Technischen Hochschule München, während seiner Zeit in Berlin wurde er Mitglied im Akademischen Verein Motiv. Anschließend begann er die Beamtenlaufbahn mit dem Referendariat, in dessen Rahmen er am Bau des Gebäudes des Preußischen Abgeordnetenhauses in Berlin (1892–1898 nach Entwurf von Friedrich Schulze) und dem Bau der Reichsbank-Hauptstelle Köln mitwirkte (1894–1897 nach Entwurf von Max Hasak). Nach dem bestandenen zweiten Staatsexamen war er als Regierungsbaumeister (Assessor in der öffentlichen Bauverwaltung) 1901 in Metz mit Baumaßnahmen für das Militär beschäftigt. Er verließ jedoch den preußischen Staatsdienst und arbeitete zwischen 1902 und 1908 als Stadtbauinspektor für Baupolizei und Wohnungswesen in Elberfeld.
Im Jahr 1909 wechselte er als Stadtbauinspektor ins Stadtbauamt Hannover, 1911 wurde in Preußen die Amtsbezeichnung Stadtbauinspektor in Magistratsbaurat geändert. De Jonge war zwischen 1909 und 1914 für sämtliche Planungen und Ausführungen aller kommunaler Bauten in Hannover mit Ausnahme der Stadthalle zuständig, deren Bauleitung er allerdings 1910 geschäftsführend übernahm. Seine Bewerbung auf die frei gewordene Stelle des Stadtbaurats scheiterte 1925. Anschließend arbeitete er bis zur Erreichung der Altersgrenze 1938 als Oberbaurat im Hochbauamt Hannover. Er starb 1943 bei einem Luftangriff.

## Werk
Zu den Arbeiten von Johann de Jonge in Hannover zählt unter anderem die im Auftrag des Stadtbauamts entworfene, im Neoklassizismus in der Calenberger Neustadt errichtete Oberrealschule am Clever Tor an der Andertenschen Wiese (heute: Berufsbildende Schule 11 der Region Hannover). „Möglicherweise [lieferte] der überdachte Lichthof der verlorenen Kunstgewerbeschule am Friedrichswall“ eine Vorform zu dieser Hallenschule.

### Bauten in Hannover (unvollständig)
- 1909–1911: Bismarckschule in der Südstadt[7]
- 1911–1913: Oberrealschule am Clever Tor, spätere Handelslehranstalt[5]
- 1924: Eingangsbauten und Krematorium auf dem Stadtfriedhof Seelhorst (nach Entwurf von Stadtbaurat Paul Wolf und Konrad Wittmann)[8]